# Two Women (2014)
Two Women (russisch Две женщины Dwe schenschtschiny) ist ein russischer Spielfilm von Vera Glagoleva nach dem Theaterstück „Ein Monat auf dem Lande“ von Iwan Turgenjew. Der 2014 erschienene, opulent und farbenprächtig inszenierte Kostümfilm ist im Ausland bisher nur auf Filmfestivals gezeigt worden.

## Inhalt
Der Film spielt gegen Ende des 19. Jahrhunderts auf dem Landgut des reichen Gutsbesitzers Arkadi Islajew. Mikhail Rakitin, ein Nachbar und Freund des Hauses, der in die Frau des Gutsbesitzers verliebt ist und sie schon lange vergeblich umworben hat, kehrt nach einer einmonatigen Reise auf das Gut zurück und merkt, dass sich die Stimmung im Haus verändert hat. Neu im Haus ist der lebhafte und attraktive Student Belyaev, der den zehnjährigen Sohn des Hauses während der Sommerferien betreuen soll, und der unterhaltsamer und fröhlicher ist als der trockene deutsche Erzieher Schaaf.
Vom ersten Tag an verstehen sich der Junge und Belyaev gut, sie haben Spaß, lachen und spielen miteinander. Auch Vera, ein junges Mädchen, das als Mündel im Haushalt der Islajews lebt, beteiligt sich an ihren Kinderspielen, und sie verliebt sich in den jungen Mann.
Aber auch Natalia Petrovna, die Ehefrau des Gutsbesitzers, erliegt seinem Charme. Gelangweilt von den Geschäften und von den Gesprächen ihres viel älteren Ehemanns, hatte sie sich bisher die respektvollen und zurückhaltenden Aufmerksamkeiten durch Rakitin gefallen lassen. Ihr Leben ist nun mit einem Mal nicht mehr langweilig: Unter allerlei Vorwänden sucht sie seine Nähe, inszeniert „zufällige“ Begegnungen und verhält sich nicht wie eine reife Frau, sondern wie ein verliebter Teenager. Rakitin beobachtet die sich entwickelnde Beziehung mit Besorgnis, mit Eifersucht und wird sich bewusst, dass seine eigenen Chancen bei Natalia hoffnungslos sind. Um die ungeliebte Konkurrentin loszuwerden, versucht Natalia, die junge Vera an einen älteren Nachbarn zu verkuppeln. Ein Gespinst von Intrigen, Eifersucht, Begierden und unerwiderter Liebe entsteht zwischen den Beteiligten. Als der Ehemann schließlich Verdacht schöpft, sehen sich sowohl Raikitin als auch Belyaev gezwungen, das Gut zu verlassen. Natalia bleibt – in Langeweile – allein zurück.

## Produktion
Der Film wurde in Russland gedreht. Produktions-Gesellschaft war Horosho Production unter Beteiligung der russischen GVI-Group, der französischen Rezo-production und JPS-Juris Podniers Studio, Riga (Latvia). Es ist die erste russische Verfilmung des Stücks, von dem es allein in Großbritannien 5 Film-Versionen gibt.
Drehort war ein klassizistischer Landsitz in einem Dorf bei Smolensk, der ehemals dem russischen Komponisten Michail Glinka gehört hat.
Glagoleva hatte Fiennes das erste Mal 1997 in Moskau bei einem Gastspiel des Londoner Almeida Theatre auf der Bühne gesehen, und zwar in der Titelrolle des Ivanov in Tschechows gleichnamigen Stück. Sie fand seine Interpretation der Rolle als absolut vollkommen („absolutely perfect“).
Während der Drehzeit von Martha Fiennes’ Film Onegin 1998 in Moskau äußerte sie den Wunsch, gemeinsam mit Fiennes einen Film zu drehen. Fiennes stimmte zu, unter der Bedingung einer gesicherten Finanzierung des Films.
Fiennes, der seit dieser Zeit etwas Russisch sprach, traf bereits zwei Monate vor Drehbeginn in Russland ein und lernte mit einem privaten Sprachlehrer intensiv Russisch. Die Sprache auf dem Set war Russisch. Obwohl er seinen gesamten Text russisch gesprochen hatte, wurden einzelne Szenen des Films im Frühjahr 2014 im Juris Podnieks Studio in Riga nachsynchronisiert, da Fiennes darauf bestand, den Text absolut korrekt zu sprechen. In Riga fand auch die Postproduktion des Films statt. In einem Interview mit dem Evening Standard sagte Fiennes später, es sei hart gewesen, die Rolle zu übernehmen: In Russland gefilmt und russisch gesprochen sei der Film anschließend für das russische Publikum synchronisiert worden. Aber dann habe man den Film ein zweites Mal synchronisiert, und jetzt höre man seine [Fiennes] Stimme. „Um ehrlich zu sein, ich versuchte die Gefühle und die Bedeutungen zu erfassen, aber sprachlich war er voller Fehler und mit einem starken Akzent.“ Man habe gekämpft, um das zu erreichen: Jetzt sei er sehr erleichtert. Es sei ein langer mühseliger Weg gewesen.
Die Uraufführung des Films fand am 23. November 2014 in Polen auf dem Sputnik Russian Film Festival statt. Der Film hatte seine BBC-Premiere am 16. September 2016 in London.

## Material zum Film
Material zum Film, Kostüme, Entwurfszeichnungen, Manuskripte und Objekte, die im Film eingesetzt wurden, befinden sich im Moskauer Turgenjew-Museum, dem sogenannten Maison Moumou. 2014 wurden die Kostüme des Films in Moskau in einer Ausstellung des Puschkin-Museums gezeigt.

## Rezeption

### Kritik
Two Women erhielt ein eher gutes Presseecho, was sich auch in den Auswertungen US-amerikanischer Aggregatoren widerspiegelt. So erfasst Rotten Tomatoes größtenteils wohlwollende Besprechungen und ordnet den Film dementsprechend als „Frisch“ ein. Laut Metacritic fallen die Bewertungen im Mittel „Gemischt oder Durchschnittlich“ aus.
Der Kritiker des Guardian bescheinigt dem Film einen bittersüßen schwermütigen Charme. Fiennes verleihe der Figur des Michail mit seiner verdrängten Scham, seiner verdrängten Trauer und seiner verdrängten Hoffnung eine düstere und melancholische Stimme. Er gebe eine Performance bleicher und anspruchsvoller Melancholie (van and fastdious melancholy), die man von ihm kannte, bevor er in komischen Rollen wie in A Bigger Splash oder Grand Budapest Hotel geglänzt habe.

### Auszeichnungen
- 2014 Top Golden Vityaz Prize Awarded to Vera Glagoleva’s “Two Women”[11]
- 2014 Latvian National Film Festival, Beste Kamera Gints Berzins, Nominierung
- 2015 Golden Jasmin Gints Berzins (best cinematographer)[12]
- 2015 Golden Jasmin für das beste Drehbuch